# Ingtraud Görland
Ingtraud Görland-Wittkamp (* 2. Dezember 1933 in Hamburg geboren als Els-Alberta Ingtraud Görland; † 10. März 2021 in Kiel) war eine deutsche Philosophin.

## Leben und Wirken
Ingtraud Görland wurde 1933 in Hamburg als Tochter des Philosophieprofessors Albert Görland und seiner Ehefrau Else Görland, geborene Wittkamp, geboren. Nach dem Schulbesuch in Flensburg, wo sie 1954 die Abiturprüfung an der Auguste-Viktoria-Schule ablegte, studierte sie Philosophie, Germanistik und Romanistik an der Universität Hamburg. Nach einem Studiensemester an der Universität Marburg setzte sie ihr Studium an der Universität Kiel fort. Dort promovierte sie 1964 über die „Kantkritik des jungen Hegel“ bei Walter Bröcker. 1973 habilitierte sie sich dort mit einer Arbeit über die Frühphilosophie Schellings. Seither lehrte sie in Kiel am Philosophischen Seminar als Dozentin, ab 1981 als außerplanmäßige Professorin. Ihre Forschungsschwerpunkte waren vor allem die Philosophie des deutschen Idealismus und das Werk von Martin Heidegger, dessen Gesammelte Werke sie auch mit herausgab.
Von 1990 bis 1997 fungierte sie als Vizepräsidentin der Ferdinand-Tönnies-Gesellschaft.

## Werke (Auswahl)
- Die Kantkritik des jungen Hegel. Klostermann, Frankfurt/M. 1966.
- Die Entwicklung der Frühphilosophie Schellings in der Auseinandersetzung mit Fichte. Klostermann, Frankfurt/M. 1973.
- (als Hrsg.): Martin Heidegger, Phänomenologische Interpretation von Kants Kritik der reinen Vernunft (Gesamtausgabe, Bd. 25). Klostermann, Frankfurt/M. 1977, ISBN 3-465-02819-8.
- Die konkrete Freiheit des Individuums bei Hegel und Sartre. Klostermann, Frankfurt/M. 1978, ISBN 3-465-01291-7.
- (als Hrsg.): Martin Heidegger, Hegels Phänomenologie des Geistes (Gesamtausgabe, Bd. 32). Klostermann, Frankfurt/M. 1980, ISBN 3-465-02817-1.
- Transzendenz und Selbst. Eine Phase in Heideggers Denken. Klostermann, Frankfurt/M. 1981, ISBN 3-465-01468-5.
- Transzendenz und Dialektik. In: Rolf Fechner/Carsten Schlüter-Knauer (Hrsg.): Existenz und Kooperation. Festschrift für Ingtraud Görland zum 60. Geburtstag. Duncker & Humblot, Berlin 1993, S. 13–18, ISBN 3-428-07907-8

Festschrift
- Rolf Fechner/Carsten Schlüter-Knauer (Hrsg.): Existenz und Kooperation. Festschrift für Ingtraud Görland zum 60. Geburtstag. Duncker & Humblot, Berlin 1993, ISBN 3-428-07907-8 (Bibliographie Ingtraud Görland S. 289f.).